# Việt Anh (nhạc sĩ)
Việt Anh (sinh năm 1976 tại Hà Nội) là một nhạc sĩ Việt Nam nổi tiếng từ sớm với những ca khúc nhạc trẻ mang âm hưởng trữ tình, lãng mạn.

## Tiểu sử
Việt Anh sinh ngày 28 tháng 3 năm 1976 là con một trong gia đình có truyền thống về nghệ thuật, bố anh là nghệ sĩ ưu tú Việt Cường, mẹ là nghệ sĩ ưu tú Kim Quy. Từ năm lên 6, Việt Anh đã được học nhạc, định hướng ngay từ đầu là sẽ trở thành nhạc sĩ, 8 tuổi thi vào nhạc viện, tập sáng tác khi đang học phổ thông trung học.
Năm 1996, bài hát Người đi xa mãi của anh do Lam Trường trình bày, bắt đầu được giới thiệu đến công chúng. Trong nhiều tuần liên tục, bài hát này trụ hạng topten Làn sóng xanh. Sau đó thêm một ca khúc khác của Việt Anh lại đứng nhất Làn sóng xanh, Dòng sông lơ đãng được trình bày bởi Thu Phương. Các sáng tác của Việt Anh được biết đến nhiều nhất và thành công nhất qua tiếng hát của nữ ca sĩ Thu Phương.
Bài hát Mưa phi trường Việt Anh sáng tác từ năm 1992, khi đang học lớp 10, tức 16 tuổi. Tuy nhiên, lại được biết đến sau khi đã được dọn đường bằng những ca khúc gây được tiếng vang như Dòng sông lơ đãng, Không còn mùa thu, Người đi xa mãi, và bằng cả sự nổi tiếng của ca sĩ Lam Trường khi ấy.
Việt Anh thừa nhận mình bị ảnh hưởng bởi nhiều dòng nhạc, đặc biệt là nhạc tiền chiến. Giai điệu của anh cũng kế thừa âm hưởng lãng mạn cổ điển đó.
Đang lúc thành công với con đường sáng tác ca khúc, Việt Anh lựa chọn sang New Zealand học khoa Sáng tác ở Trường đại học Tổng hợp Auckland. Ban ngày đi học, tối về làm nhân viên chạy bàn để trang trải cuộc sống.
Hiện nay, Việt Anh hoạt động ở lĩnh vực viết khí nhạc, hòa âm và sáng tác ca khúc.

## Ca sĩ thể hiện thành công
- Người hát hay nhất nhạc của Việt Anh là nữ ca sĩ nhạc nhẹ của thập niên 90, Thu Phương.[2]

## Ca khúc
Công ty truyền thông và giải trí The Dragon League (TDL Media) từng độc quyền các tác phẩm âm nhạc của nhạc sĩ Việt Anh trong vòng 20 năm, kể cả trong nước và ở nước ngoài. Hiện nay tác phẩm của nhạc sĩ Việt Anh được ủy quyền cho VCPMC.
| 1  | Bốn mùa tình ca                          | 5 Dòng Kẻ                                                   |
| 2  | Câu chuyện của cha                       | Trung Quân Idol                                             |
| 3  | Cầu nguyện mùa xuân                      | Hợp xướng Nhà Hát Giao Hưởng Nhạc Vũ Kịch TPHCM             |
| 4  | Chạm thật khẽ giấc mơ                    | Lân Nhã                                                     |
| 5  | Chỉ mùa xuân mới hiểu                    | Đình Bảo                                                    |
| 6  | Chiều biển vắng thênh thang              | Quang Dũng / Thu Phương / Tuấn Hưng                         |
| 7  | Chờ anh em nhé                           | Thu Phương / Hoàng Bách / ....                              |
| 8  | Chờ mẹ ngày tàn nắng                     | Bé Hạ My                                                    |
| 9  | Chưa bao giờ                             | Thu Phương / Hoàng Bách / Hiền Thục / Hà Anh Tuấn           |
| 10 | Có nơi nào như thế                       | Hà Anh Tuấn                                                 |
| 11 | Cơn mưa nhỏ đầu mùa                      | Tấn Minh / Hoàng Bách                                       |
| 12 | Đằng sau lời tình vội                    | Đồng Lan                                                    |
| 13 | Đánh rơi bên hồ                          | Thu Phương / Thùy Chi / Quang Dũng /. ...                   |
| 14 | Dấu đêm                                  | Nghi Văn                                                    |
| 15 | Dấu vết ngày ta yêu                      | Lam Trường / Quang Dũng                                     |
| 16 | Dế mèn phiêu lưu ký Musical ( 2019)      | Hợp xướng Nhà Hát Giao Hưởng Nhạc Vũ Kịch TPHCM             |
| 17 | Đêm nằm mơ phố                           | Nghi Văn / Thu Phương / Hồng Nhung / ....                   |
| 18 | Đẹp như tuyệt vọng                       | Hoàng Lê Vy                                                 |
| 19 | Điều cuối cùng đợi chờ                   | Thu Phương / Quang Dũng                                     |
| 20 | Dòng sông lơ đãng/ Dường như là tình yêu | Thu Phương / ....                                           |
| 21 | Em sẽ chẳng là ai                        | Thu Phương / Uyên Linh                                      |
| 22 | Giấc mơ ngày xưa                         | Kasim Hoàng Vũ / Hiền Thục                                  |
| 23 | Giao mùa                                 | Thanh Lam                                                   |
| 24 | Hai chúng ta                             | Thu Phương + Hà Anh Tuấn                                    |
| 25 | Hát cho em lời biển xanh                 | Đức Tuấn                                                    |
| 26 | Hãy nói yêu em                           | Thùy Chi                                                    |
| 27 | Hoa có vàng nơi ấy                       | Thu Phương/Tuấn Ngọc / Quang Dũng / Đàm Vĩnh Hưng           |
| 28 | Khi gió mùa sang                         | Hoàng Bách                                                  |
| 29 | Khoảng vắng em chờ                       | Trần Thu Hà                                                 |
| 30 | Không còn mùa thu                        | Thu Phương & Huy MC / Hà Trần / Hồng Nhung / Ý Lan          |
| 31 | Khu vườn mùa xuân                        | Bé Y Linh                                                   |
| 32 | Màu của lãng quên                        | Thu Phương / ...                                            |
| 33 | Mưa phi trường                           | Thu Phương / Lam Trường / Oplus                             |
| 34 | Mùa xuân đâu đó                          | Nghi Văn / Nguyễn Hồng Ân                                   |
| 35 | Nam Phương hoàng hậu                     | Thu Phương                                                  |
| 36 | Ngày em xa quê                           | Thùy Chi                                                    |
| 37 | Ngày không tên                           | Thu Phương / Quang Dũng / Đàm Vĩnh Hưng / ....              |
| 38 | Ngày hôm qua là thế                      | Quang Dũng                                                  |
| 39 | Nghe biển hát bên em                     | tốp ca                                                      |
| 40 | Người đi xa mãi                          | Lam Trường / Bằng Kiều                                      |
| 41 | Những bến bờ cho con                     | Hoàng Bách / Nguyên Thảo                                    |
| 42 | Những con đường vắng anh                 | Nghi Văn                                                    |
| 43 | Những mùa hoa bỏ lại                     | Thu Phương / Quang Dũng / ...                               |
| 44 | Những thiên thần nhỏ                     | Nguyễn Hồng Ân                                              |
| 45 | Nơi mùa thu bắt đầu                      | Thu Phương / Bằng Kiều                                      |
| 46 | Nước mắt đêm                             | Đàm Vĩnh Hưng                                               |
| 47 | Nước mắt thiếu nữ/Mùa thu khép lại       | Thu Phương                                                  |
| 48 | Phía cuối những hàng thông               | Quý Bình / Hoàng Bách                                       |
| 49 | Phía nào đến chân trời                   | Thu Phương / Mỹ Hạnh / Quang Dũng                           |
| 50 | Sài Gòn lung linh                        | tốp ca                                                      |
| 51 | Sóng đưa chúng ta về                     | song ca Lân Nhã + Hồ Trung Dũng                             |
| 52 | Tháng ngày ta bỏ quên                    | song ca Tạ Quang Huy + Thanh Lan                            |
| 53 | Thành phố sương                          | AC&M / Thu Phương                                           |
| 54 | Thành phố xanh                           | tốp ca                                                      |
| 55 | Thiên đường                              | Đồng Lan                                                    |
| 56 | Tình yêu tôi hát                         | Song ca Bằng Kiều + Trần Thu Hà / Lam Trường + Hồng Nhung   |
| 57 | Tôi là ai trong em                       | Erik / Hoàng Dũng                                           |
| 58 | Và anh nắm tay em                        | Thu Phương                                                  |
| 59 | Và câu chuyện bắt đầu                    | Thùy Chi                                                    |
| 60 | Về miền đất bao dung                     | tốp ca                                                      |
| 61 | Về phía những ước mơ                     | tốp ca                                                      |
| 62 | Xin giữ em cho hoàng hôn                 | Uyên Linh                                                   |
| 63 | Yêu con đường yêu từng hàng cây          |                                                             |
| 64 | Giấc mơ Mị Châu (2023)                   | VNSO - Vietnam National Symphony Orchestra                  |
| 65 | Ballet Kiều (2020 )                      | Vũ Việt Anh - Chinh Ba - HBSO                               |
| 66 | Home ( Anivia Project - 2023)            | Music Arranger Vu Viet Anh - Musical Theatre - Caminos 2023 |

## Các đĩa nhạc đã phát hành

### Album phòng thu
- Giao mùa (2000)
- Hòa tấu Ngày không tên (2015)[4]
- Việt Anh Collection Vol 2 (2016)[5]

Ghi chú: Tất cả các album nhạc của Việt Anh đều có sự tham gia của Thu Phương

### VớiThu Phương
- Điều cuối cùng...đợi chờ (2007)
- 25 năm Thu Phương hát Việt Anh Box set (2022)

## Liveshow
- Dòng sông lơ đãng (2016)[6]
- Mùa thu của Phương 25 năm Thu Phương hát Việt Anh (2022)[7]